# O'Higgins (região)
| VI Región del Libertador General Bernardo O'Higgins        |                                                      |
|                                                            |                                                      |
| Brasão                                                     | Bandeira                                             |
| Localização no Chile                                       |                                                      |
| Localização da O'Higgins (região)                          |                                                      |
| Dados                                                      |                                                      |
| Capital • População • Coordenadas                          | Rancagua 206.971 (2002) 34°10′02″S, 70°43′37′′O      |
| Intendente • Províncias                                    | Héctor Huenchullán Cachapoal Colchagua Cardenal Caro |
| Superfície • Total • % nacional • % agua Fronteiras Costas | 14º posição 16.387,0 km² n/d                         |
| População • Total • Densidade                              | 6º posição 849.120 (est. 2006) 51,82 hab./km²        |
| PIB (PPC) • Total • PIB per capita                         | US$ 7.127 milhões (4,19%) US$ 8.393                  |
| Congressistas • Senado • Câmara dos Dep.                   | 2 senadores 8 deputados                              |
| Códigos telefônicos                                        | +56-72                                               |
| Código ISO                                                 | CL-LI                                                |
| Governo Regional de O'Higgins                              |                                                      |

Libertador General Bernardo O’Higgins é uma das 16 regiões do Chile. Sua capital é a cidade de Rancagua.
A Região de O’Higgins é banhada a oeste pelo Oceano Pacífico e faz divisa a leste com a Argentina, ao norte com a região de Valparaíso e com a Região Metropolitana de Santiago e ao sul com a região del Maule.

## Divisão político-administrativa da Região de O’Higgins
A Região de O’Higgins, para efeitos de governo e administração interior, se divide em 3 províncias:
| Província     | Área em km² | População | Capital      |
| ------------- | ----------- | --------- | ------------ |
| Cachapoal     | 7 384,2     | 542 901   | Rancagua     |
| Colchagua     | 5 678,0     | 196 566   | San Fernando |
| Cardenal Caro | 3 324,8     | 41 160    | Pichilemu    |

Para fins de administração local, as províncias estão divididas em 33 comunas.
|               |              |                               |
| Província     | Capital      | Comuna                        |
| Cachapoal     | Rancagua     | 1 Codegua                     |
|               |              | 2 Coínco                      |
|               |              | 3 Coltauco                    |
|               |              | 4 Doñihue                     |
|               |              | 5 Graneros                    |
|               |              | 6 Las Cabras                  |
|               |              | 7 Machalí                     |
|               |              | 8 Malloa                      |
|               |              | 9 Mostazal                    |
|               |              | 10 Olivar                     |
|               |              | 11 Peumo                      |
|               |              | 12 Pichidegua                 |
|               |              | 13 Quinta de Tilcoco          |
|               |              | 14 Rancagua                   |
|               |              | 15 Rengo                      |
|               |              | 16 Requínoa                   |
|               |              | 17 San Vicente de Tagua Tagua |
| Cardenal Caro | Pichilemu    | 18 La Estrella                |
|               |              | 19 Litueche                   |
|               |              | 20 Marchihue                  |
|               |              | 21 Navidad                    |
|               |              | 22 Paredones                  |
|               |              | 23 Pichilemu                  |
| Colchagua     | San Fernando | 24 Chépica                    |
|               |              | 25 Chimbarongo                |
|               |              | 26 Lolol                      |
|               |              | 27 Nancagua                   |
|               |              | 28 Palmilla                   |
|               |              | 29 Peralillo                  |
|               |              | 30 Placilla                   |
|               |              | 31 Pumanque                   |
|               |              | 32 San Fernando               |
|               |              | 33 Santa Cruz                 |